# Авторадио
«Автора́дио» (ранее — Авторадио — Народная марка, Авторадио — ПАР) — российская музыкальная радиостанция. Её сеть включает в себя более 1300 городов России и других стран. С 2003 года «Авторадио» входит в холдинг «Вещательная корпорация „Проф-Медиа“» (ВКПМ, с 2016 года — ГПМ Радио). Является второй российской радиостанцией, заработавшей в цифровом формате DRM+ в Санкт-Петербурге. Визитная карточка «Авторадио» — Международный музыкальный фестиваль «Дискотека 80-х», ежегодно собирающий десятки тысяч поклонников в Москве, Санкт-Петербурге и других городах.
Самое первое «Авторадио» в России работало в Перми с 1990 года. В дальнейшем оно было переименовано во «Взрослое радио». На постсоветском пространстве существуют две радиостанции с таким же названием, никак не связанных с российской: Авторадио-Казахстан, начавшая вещание 5 февраля 1999 года и «Авторадио» (Беларусь).

## История
В ноябре 1991 года, на волне появления первых независимых радиостанций, у Н. Н. Чуклинова, В. Б. Кладницкого, А. И. Юшкина, И. В. Горанского, А. Г. Дмитриева, Е. Ю. Змиевца и В. И. Лохтина появилась идея создать первое радио для автолюбителей. Удалось договориться о сотрудничестве с заинтересованными сторонами: ГАИ МВД СССР, ГУВД Москвы и Московской области, Минсвязи СССР, Российской страховой транспортной компании и Фондом безопасности дорожного движения РСФСР.
24 сентября 1992 года было получено свидетельство о регистрации «Авторадио» в качестве средства массовой информации, с частотой вещания 1152 кГц. В апреле 1993 года состоялся первый эфир, чьей ведущей выступила Диана Берлин. В мае 1993 года состоялся выход радиостанции в диапазон ультракоротких волн на частоте 68,0 МГц, и с помощью информационной политики станция смогла привлечь большую аудиторию.

В 1994 году на радиостанцию пришёл Александр Варин, начавший разрабатывать музыкальную составляющую радиоэфира Авторадио. Вопрос был решён созданием вечерней программы «Второе дыхание», представлявшей собой пакет авторских музыкально-развлекательных программ.
28 апреля 1997 года радиостанция начала вещать в московском FM-диапазоне на частоте 91,4 МГц, 25 августа того же года «Авторадио» сменило FM-частоту на 90,6 МГц. 6 марта 1998 года состоялся переход на частоту 90,3. В феврале 1999 года состоялась смена логотипа станции, который просуществовал до 2007 года. 4 апреля 2000 года в Туле появился первый региональный вещатель Авторадио на частоте 106,4 МГц.
В 2000 году у радиостанции появляется собственный чарт — «Национальный хит-парад», а также утреннее шоу — «Операция Утро», которое вели Мурзилки International. В 2002 году Александр Варин организовал фестиваль «Дискотека 80-х», ставший в дальнейшем визитной карточкой станции. Тогда же появились три тематические интернет-радиостанции: «Мурзилки International», «Музыка Авторадио» и «Дискотека 80-х».
За свою историю Авторадио активно сотрудничало с представителями культуры. Так, Алексей Булдаков стал голосом станции, а Владимир Вишневский, Семён Альтов, Михаил Шуфутинский, Михаил Жванецкий вели собственные передачи. В 2010-х годах Авторадио дважды организовывало трансляцию Петроградской академической Велоночи, гостями которой были видные петербуржцы: Борис Кириков, Маргарита Штиглиц, Мария Макогонова, художник Александр Дашевский и архитектор Сергей Чобан.
Во время Олимпиады 2010 было организовано прямое вещание из собственной студии в Ванкувере.
Во время Олимпиады 2012 было организовано прямое вещание из собственной студии в Лондоне.
Во время Олимпиады 2014 было организовано прямое вещание из собственной студии в Сочи.
С октября 2020 года на Авторадио транслируются матчи Лиги чемпионов.
С 25 февраля 2022 года в связи с боевыми действиями на Украине у службы информации произошли изменения. Теперь выпуски новостей в периоде по будням с 10:00 до 18:00 вместо Народных новостей выходит обычный выпуск новостей, и по выходным с 09:00 до 20:00 также выходит выпуск в середине часа. Также из эфира временно пропали программы которые транслируются по выходным (Мурзилки Live. The Best, «Дискотека 80-х»), с августа 2023 по выходным больше не выходят новости в середине часа. 2 сентября 2023 состоялось возвращение программы «Дискотека 80-х».

## Формат
Изначально, с момента создания радиостанции, форматами музыки были русскоязычная и зарубежная поп-музыка разных направлений (поп, рок, городской шансон и танцевальная поп-музыка) от 1970-х годов и по сегодняшнее время. Соотношение русской музыки к зарубежной составляло 65/35.
Позже, «Авторадио» начало менять формат музыки, в музыкальном часе начали урезать музыку в жанрах рок, городской шансон и танцевальная поп-музыка, также урезали количество зарубежных песен, «Авторадио» стало продвигаться больше в сторону современной русскоязычной поп музыки. В музыкальном часе стало всего 4 зарубежные песни (на 12-й и 42-й минуте — хиты 80-х и 90-х, на 27-й и 57-й минуте — современные хиты от 00-х и по сегодняшнее время). Соотношение русской музыки к зарубежной — 80/20.
С 1 апреля 2017 года на «Авторадио» в музыкальном часе окончательно сократили количество зарубежных хитов всего до двух песен, при этом полностью исчезли из эфира современные зарубежные хиты. Соотношение русской музыки к зарубежной стало 90/10. Однако, в утреннем шоу «Поехали» и вечернем «Мурзилки LIVE» звучат современные зарубежные хиты. Кроме того, в рамках спецпроекта «Дискотека 80-х» количество зарубежных песен достигает 50%. С 27 мая 2021 года на Авторадио в конце каждого часа звучат современные зарубежные хиты.
С 1 апреля 2022 года на Авторадио добавили современные зарубежные хиты на 27 и 58 минутах. Также на 11 и 41 минутах стали звучать хиты 80-х-90-х. Иногда на 41 минуте звучат треки периода 2000–2022 годов. Иногда на 58 минуте звучат треки периода 80-х и 90-х годов.

## Награды
- Почётная грамота Московской Городской Думы (18 июня 2003 года) — за заслуги перед городским сообществом[5]

«Авторадио» — лауреат международной профессиональной премии «NAB 2005 International Broadcasting Excellence Award», неоднократный лауреат профессиональной премии «Радиомания» в нескольких номинациях, победитель Всероссийского конкурса рекламистов «ПРОФИ», трижды обладатель почетной премии «Бренд года», лауреат премии газеты «Московский комсомолец» «ZD AWARDS», Национальной российской музыкальной премии «Овация», премии «Российский национальный Олимп», Московского международного фестиваля рекламы «Золотое Яблоко» и других.

### Рейтинг
По рейтингу агентства «Бренд медиа» занимало в 2015 год 1 место в Москве, в общероссийском рейтинге — 6,2 % аудитории.

## Передачи
| Передача                     | Пояснение                                                | Ведущие | Время выхода                                                                        |
| ---------------------------- | -------------------------------------------------------- | --- | ----------------------------------------------------------------------------------- |
| «Новости»                    | Новости каждый час.                                      | Наталия Беляева, Илона Озерова, Антон Кабанов, Любовь Миронова, Александр Швец                                    | По будням 07:00-22:00 Выходные 09:00-20:00                                          |
| «Народные новости»           | Новости из жизни автомобилей.                            | Антон Кабанов, Илона Озерова                                                                                      | Временно отсутствует в эфире                                                        |
| «Автомонитор»                | Мониторинг дорог.                                        | Иван Броневой, Михаил Брагин, Александр Лебедев, Александр Вечер, Олеся Соболева, Иван Прудников, Владимир Бодров | В период по будням 07:15-21:45, по выходным 09:15-19:45, каждые 15 и 45 минуты часа |
| Мурзилки LIVE «The Best»     | Лучшие фрагменты вечернего шоу по выходным.              | Михаил Брагин, Татьяна Гордеева, Захар                                                                            | Временно отсутствует в эфире                                                        |
| Утреннее драйв-шоу «Поехали» | Утреннее драйв-шоу.                                      | Иван Броневой и Денис Курочкин                                                                                    | По будням 07:00-10:00                                                               |
| Вечернее шоу «Мурзилки LIVE» | Вечернее шоу.                                            | Михаил Брагин, Татьяна Гордеева, Захар                                                                            | По будням 18:00-21:00                                                               |
| «Дискотека 80-х»             |                                                          | | Временно отсутствует в эфире                                                        |
| «Живые концерты»             | Живые концерты в прямом эфире.                           | Михаил Брагин, Татьяна Гордеева, Захар                                                                            | График информируется за несколько дней до эфира                                     |
| «Автоликбез»                 | Авторская программа где звучат советы для автолюбителей. | Юрий Гейко | Во время эфира драйв-шоу Поехали                                                    |
| «Право руля»                 |                                                          | Виктор Травин | Понедельник, пятница 10:50                                                          |
| «Тест-драйв»                 |                                                          | Петр Баканов | Во время эфира драйв-шоу Поехали                                                    |
| «Большой футбол»             | Комментирование матчей в прямом эфире.                   | Сергей Демидов, Владимир Мишин, Иван Прудников, Захар                                                             | График информируется за несколько дней до эфира                                     |
| «Мама знает все»             | Программа о мнении мам игроков сборной России.           | Татьяна Гордеева, Катрина Гайсина                                                                                 | Пятница 21:00                                                                       |
| «Авторадио поздравляет»      | Приветы и поздравления в прямом эфире.                   | Александр Лебедев, Александр Вечер, Иван Прудников, Владимир Бодров, Олеся Соболева                               | Каждый день с 14:00 до 15:00                                                        |
| «Вместе за безопасность»     | Информационно-аналитическое ток-шоу.                     | Татьяна Воронцова, Наталья Агре, Иван Броневой                                                                    | Неизвестно                                                                          |

## Критика
20 августа 2013 года «Авторадио» отказалось выполнять уже заключённый контракт и размещать предвыборную рекламу кандидата в мэры Москвы Алексея Навального. В «Авторадио», как рассказал Навальный, заявили, что деньги они получили по ошибке. 10 дней спустя на «Авторадио» был приглашен другой кандидат в мэры — Сергей Собянин, который вместе с группой «Мурзилки International» спел в эфире «Авторадио» песню про выборы.

## Города вещания
- Абакан — 104.7 FM
- Александров — 91.8 FM
- Альметьевск — 96.1 FM
- Анапа — 89.0 FM
- Апатиты — 105.7 FM
- Апшеронск — 102.9 FM
- Арзамас — 105.9 FM
- Армавир — 102.3 FM
- Арсеньев — 102.8 FM
- Артём — 106.1 FM
- Архангельск — 101.6 FM
- Асбест — 92.5 FM
- Астрахань — 101.7 FM
- Ахтубинск — 104.8 FM
- Ачинск — 88.4 FM
- Балаково — 105.5 FM
- Балашов — 100.0 FM
- Барнаул — 103.9 FM
- Бежецк — 102.4 FM
- Белгород — 107.7 FM
- Белебей — 106.6 FM
- Белово — 107.0 FM
- Белогорск — 102.3 FM
- Белорецк — 102.0 FM
- Белореченск — 103.1 FM
- Бердянск — 89.5 FM
- Берёзники — 100.1 FM
- Бийск — 101.9 FM
- Биробиджан — 106.4 FM
- Благовещенск — 87.7 FM
- Бологое — 106.4 FM
- Борисоглебск — 101.7 FM
- Боровичи — 105.4 FM
- Братск — 102.9 FM
- Брянск — 101.5 FM
- Бугульма — 99.4 FM
- Будённовск — 106.0 FM
- Бузулук — 106.8 FM
- Валуйки — 106.9 FM
- Великие Луки — 106.1 FM
- Великий Новгород — 103.7 FM
- Владивосток — 88.3 FM
- Владикавказ — 103.5 FM
- Владимир — 104.8 FM
- Волгоград — 103.1 FM
- Волгодонск — 100.8 FM
- Волжский — 103.1 FM
- Вологда — 106.1 FM
- Волоколамск — 91.0 FM
- Волхов — 103.8 FM
- Воронеж — 103.4 FM
- Воткинск — 107.3 FM
- Выборг — 107.9 FM
- Вязники — 88.1 FM
- Вязьма — 102.2 FM
- Вятские Поляны — 103.4 FM
- Мелитополь — 97.5 FM
- Энергодар — 93.5 FM

## Авторадио-Украина
Авторадио-Украина — одна с крупнейших радиостанций Киева и Украины. Основой музыкального формата есть музыка 1980-х—1990-х годов, а также современные хиты отечественных и зарубежных исполнителей. Начала вещание на Украине 23 апреля 2004 года.

### История
23 апреля 2004 года на волнах радиостанции «Доверие» (Киев, Винница, Луганск, Умань, Шостка, Днепр, Львов, Донецк и Харьков) начал свое вещание украинский филиал российского «Авторадио». Эфир начался с гимна радиостанции, после этого зазвучал музыкальный нон-стоп, который время от времени прерывался джинглами. С началом войны на Украине радиостанция не имеет никакого отношения к одноименной радиостанции в РФ.
Первым директором радиостанции стал Валентин Резниченко, который до этого был первым заместителем главы радио "Доверие". Именно он подписал на имя директора украинской службы Радио Свобода Александра Народецкого о прекращении трансляции её программ «через смену программной концепции».
4 мая 2004 года на радиостанции стартовал проект «Дискотека 80-х».
С 13 октября 2017 года через решение Национального совета по вопросам телевидения и радиовещания и окончания срока действия лицензий начато выключение передатчиков: Полтава (100 МГц), Винница (100,3 МГц), Никополь (101,2 МГц), Умань (102,1 МГц), Шостка (102,5 МГц), Николаев (103,3 МГц), Днепр (104,8 МГц), Львов (105,4 МГц), Херсон (105,6 МГц), Харьков (106,1 МГц), Киев (107,4 МГц).
19 октября 2022 — Рассмотрев заявление ДП «Телерадиоорганизация «Доверия» (FM-радиостанция «Авторадио») относительно продления срока действия лицензий на вещания, Национальный совет отклонил просьбу заявителя. Основанием стало наличие в структуре собственности радиовещателя иностранной компании, которая зарегистрирована в Британских Виргинских Островах. Эта страна по решению правительства Украины входит в перечень оффшорных зон. Закон Украины «О телевидении и радиовещании» запрещает основывать и принимать участие в телерадиоорганизациях юридическим лицам, зарегистрированным в оффшорных зонах. Нарушение этих требований есть основание для отказа в продлении лицензии на вещание. Поэтому, учитывая норму части шестой статьи 12 этого Закона, регулятор отказался продлевать срок действия шести лицензий ДП «Телерадиоорганизация «Доверие». Высвобождены частоты – а это 17 частот в разных областях Украины, в том числе областных центрах – будут внесены в перечень свободных частот для дальнейшего лицензирования: Симферополь (90,6 МГц), Луцк (90,2 МГц), Павлоград (106,1 МГц), Кривой Рог (91,1 МГц), Мукачево (99,9 МГц), Бердянск (107,9 МГц), Мелитополь (105,2 МГц), Запорожье (99,3 МГц), Ивано-Франковск (106,4 МГц), Белая Церковь (102,3 МГц), Южноукраинск (102,4 МГц), Антополь (105,7 МГц), Сумы (107,9 МГц), Тернополь (91,7 МГц), Хмельницкий (107,6 МГц), Чернигов (100,6 МГц), Черкассы (100,6 МГц)

### Покрытие
Сеть Авторадио-Украина насчитывает 8 передатчиков.

### Частоты вещания
- Киев — 107.4 FM
- Днепр — 92.9 FM
- Запорожье – 107.0 FM
- Сумы – 99.4 FM
- Харьков — 90.4 FM
- Николаев — 106.4 FM
- Одесса — 100.4 FM
- Кременчуг — 102.1 FM
- Кривой Рог — 103.2 FM
- Черкассы — 101.6 FM